# زیر

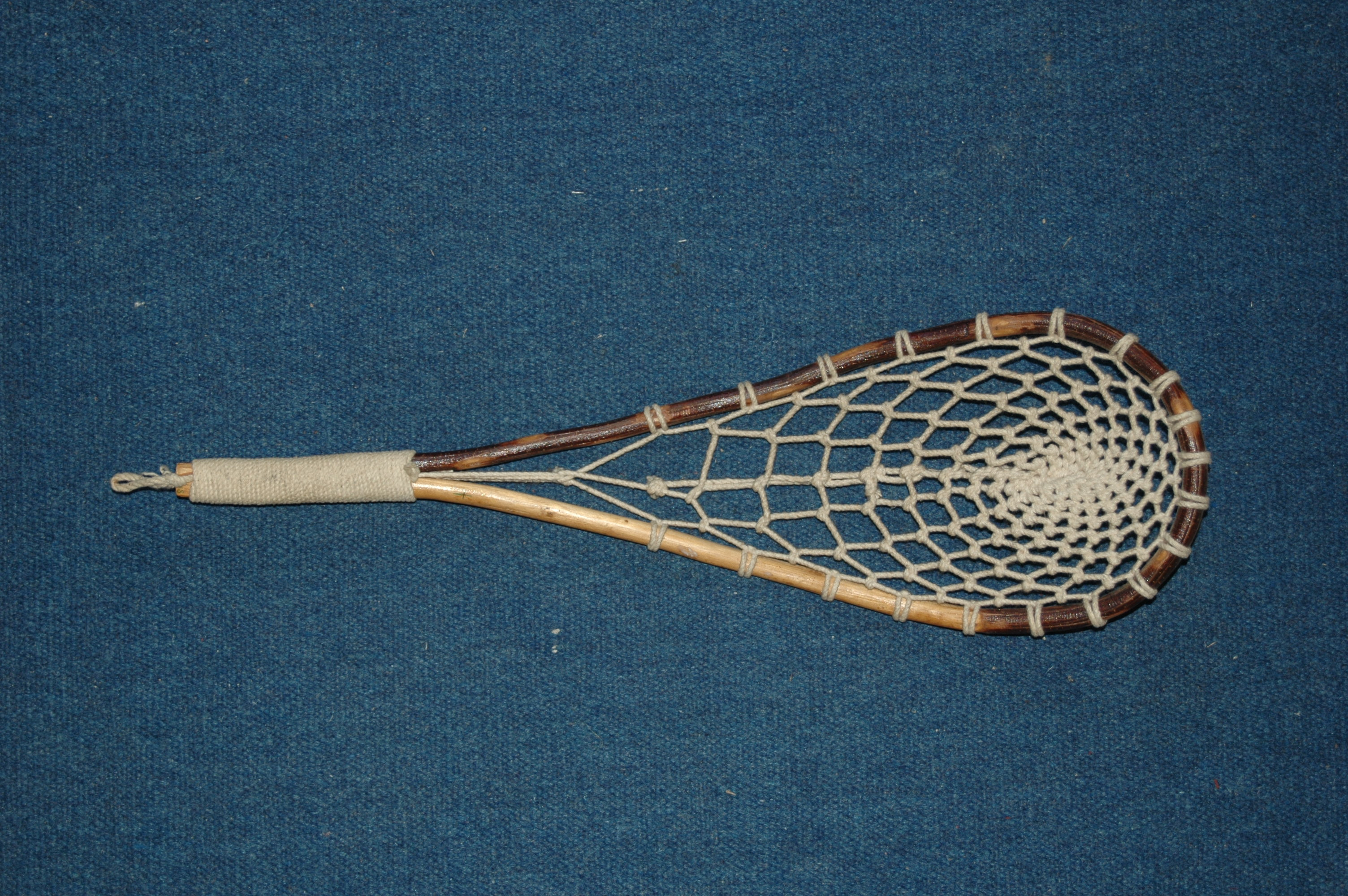
دسته ی زِیر.

زِیر (به انگلیسی: Xare) یک شکل از ورزش پیلوتای باسکی است. تجهیزات این ورزش شامل یک توپ و یک راکت تور مانند می‌شود. نام زمین بازی این ورزش " trinquete " می‌باشد . در وسط این زمین توری نصب شده‌است که بازیکنان باید همچون ورزش تنیس توپ را به سوی طرف مقابل دفع کنند. همچنین بازیکنان برای بازی، به کلاهی ایمنی (همچون کلاه دوچرخه سواری) نیازمندند. 